# Métro léger de Samsun
Le métro léger de Samsun est un système de transport en commun desservant la ville de Samsun, en Turquie. En 2025, il comprend une unique ligne, longue de 16 km.

## Réseau actuel

### Aperçu général
Le réseau compte trois lignes.

### Matériel roulant
Outre les 16 rames AnsaldoBreda Sirio, le réseau a passé commande de cinq rames à plancher bas de 42 mètres long auprès du constructeur chinois CNR Tangshan, pour un montant de 7,5 millions d'euros.